# Micrurus brasiliensis
Espèce
Synonymes
- Micrurus frontalis brasiliensis Roze, 1967

Micrurus brasiliensis est une espèce de serpents de la famille des Elapidae. 

## Répartition
Cette espèce est endémique du Brésil. Elle se rencontre dans les États de Bahia, du Minas Gerais et de Goiás.

## Description
C'est un serpent venimeux.

## Étymologie
Son nom d'espèce, composé de brasil(i) et du suffixe latin -ensis, « qui vit dans, qui habite », lui a été donné en référence au lieu de sa découverte.

## Publication originale
- Roze, 1967 : A check list of the New World venomous coral snakes (Elapidae), with descriptions of new forms. American Museum Novitates, no 2287, p. 1-60 (texte intégral).